# Афганлы, Бадура Мелик кызы
Бадура Мелик кызы Афганлы (азерб. Bədurə Məlik qızı Əfqanlı, девичья фамилия Агамалова; 25 октября 1912, Баку — 7 мая 2002, Баку) — одна из первых азербайджанских женщин-театральных художниц, Народный художник Азербайджанской ССР (1974), Заслуженный деятель искусств Азербайджанской ССР (1949).

## Биография

Эскиз костюма на образ Лейли (опера «Лейли и Меджнун» Узеира Гаджибекова). Работа Б. Афганлы для театрального сезона 1957 года. Азербайджанский государственный музей театра

В 1931 году окончила Азербайджанский государственный художественный техникум. В 1934—1935 годах создавала в Ашхабадском государственном азербайджанском государственном театре эскизы костюмов и декорации для постановок ряда спектаклей («Лейли и Меджнун» Узеира Гаджибекова, «Ашик-Гариб» Зульфугара Гаджибекова, «Шейх Санан» Гусейна Джавида, «В 1905 году» Джафара Джаббарлы).
С 1938 по 1960 год работала в Азербайджанском государственном драматическом театре в Баку. Здесь создавала эскизы и оформляла такие спектакли как «Любовь и месть» Сулеймана Сани Ахундова, «Ожидание» Мехти Гусейна и Ильяса Эфендиева, «Разорённое гнездо» Абудррагим-бека Ахвердиева, «Васса Железнова» Максима Горького, «Индийская красавица» В. Винникова и Ю. Осноса, «Фархад и Ширин» Самеда Вургуна, «Отелло» Уильяма Шекспира (совместно с Нусратом Фатуллаевым), «Ширванская красавица» Энвера Мамедханлы и другие
С 1960 года была художницей-постановщицей по костюмам в киностудии «Азербайджанфильм». Создавала эскизы костюмов для ряда спектаклей Азербайджанского русского драматического театра, ряда опер, кинофильмов («Сказание о любви», «Кура неукротимая», «Свет погасших костров» и др.), танцевальных ансамблей и коллективов художественной самодеятельности.
Многие произведения Бадуры Афганлы хранятся в Азербайджанском государственном музее театра и Московском центральном театральном музее. Награждена орденом «Знак Почёта» и медалями.

## Семья
Была замужем за актёром Рзой Афганлы. Их дочь Офелия (1939—2010), также ставшая актрисой, была замужем за актёром Сиявушем Асланом.
Скончалась 7 мая 2002 года.

## Награды
- орден «Знак Почёта» (09.06.1959)